# Divisione di Rohtak
La divisione di Rohtak è una divisione dello stato federato indiano dell'Haryana, di 5 348 439 abitanti. Il suo capoluogo è Rohtak.
La divisione di Rohtak comprende i distretti di Jhajjar, Karnal, Panipat, Rohtak e Sonipat.